# Espen Hoff
Espen Hoff est un footballeur international norvégien, né le 20 novembre 1981 à Larvik en Norvège. Il évolue au poste de milieu offensif.

## Biographie

### En club
Espen Hoff dispute un total de 406 matchs en première division norvégienne inscrivant 94 buts. Il réalise sa meilleure performance en 2011, où il marque 11 buts en championnat avec le club de Start Kristiansand.
Il est l'auteur de deux triplés en championnat. Il inscrit son premier triplé le 24 août 2003, sur la pelouse du Vålerenga IF, permettant à son équipe de s'imposer 0-3 à l'extérieur. Il marque son second triplé le 4 mai 2008, sur la pelouse d'Aalesunds, permettant à son équipe de l'emporter sur le large score de 0-4.
Il participe également à la Ligue des champions (quatre matchs), et à la Coupe de l'UEFA (11 matchs).

### En équipe nationale
Avec les moins de 16 ans, il participe au championnat d'Europe des moins de 16 ans en 1998. Lors de cette compétition organisée en Écosse, il se met en évidence en inscrivant un triplé face au Liechtenstein.
Espen Hoff obtient sa première sélection en équipe de Norvège le 25 janvier 2005, contre le Bahreïn, lors d'un match amical remporté par les Norvégiens (1-0). Il joue la seconde mi-temps. Il reçoit sa seconde et dernière sélection le 15 novembre 2006, en amical contre la Serbie, où il joue 11 minutes (score : 1-1).

## Palmarès
ODD Grenland
- Vainqueur de la Coupe de Norvège en 2000

 IK Start
- Champion de Norvège de deuxième division en 2012